# Charles Hans Vogt
Charles Hans Vogt (* 14. Juni 1906 in Berlin; † 18. März 1978 in Berlin (West)) war ein deutscher Schauspieler.

## Leben
Vogt hatte seine künstlerische Ausbildung bei dem bedeutenden Bühnenschauspieler und Schauspiellehrer Ferdinand Gregori und bei Paul Rose vom Berliner Rose-Theater erhalten. Ab Ende der 1920er Jahre fand er anschließend Beschäftigung bei den „Bühnen des Wandervolksbundes“ und erneut dem Rose-Theater; bis 1945 war er jedoch nur äußerst selten fester Bestandteil eines bedeutenderen Ensembles. Sein erstes nachweisbares Nachkriegsengagement führte ihn an das Berliner Theater Neukölln. Weitere Verpflichtungen hatte er unter anderem an der Berliner Freien Volksbühne.
Beim Film seit den frühen Nachkriegsjahren aktiv, war Vogt ein Chargendarsteller der DEFA in den 1950er Jahren. Mehrfach wirkte er in Nebenrollen in Märchenfilmen mit. Vogt spielte den Holzhändler in der Märchenverfilmung Das kalte Herz, den Magier in Wolfgang Staudtes Farbfilm Die Geschichte vom kleinen Muck und den König in Francesco Stefanis Märchenfilm Das singende, klingende Bäumchen.

## Filmografie (Auswahl)
- 1950: Die lustigen Weiber von Windsor
- 1950: Das kalte Herz
- 1951: Der Untertan
- 1953: Die Geschichte vom kleinen Muck
- 1953: Die Unbesiegbaren
- 1954: Kein Hüsung
- 1954: Glückliche Reise
- 1954: Pole Poppenspäler
- 1955: Ein Polterabend
- 1955: Robert Mayer – Der Arzt aus Heilbronn
- 1956: Zar und Zimmermann
- 1956: Der Hauptmann von Köln
- 1957: Mazurka der Liebe
- 1957: Der Fackelträger
- 1957: Das singende, klingende Bäumchen
- 1958: Emilia Galotti
- 1958: Nur eine Frau
- 1967: Haus der Erotik (anderer Titel: Pension Clausewitz)
- 1968: Morgens um sieben ist die Welt noch in Ordnung
- 1976: Reifezeit (Fernsehfilm)

## Hörspiele (Auswahl)
- 1945: Gerhart Hauptmann: Der Biberpelz – Regie: Hannes Küpper (Berliner Rundfunk)
- 1949: Johann Wolfgang von Goethe: Der Großkophta (Juwelier) – Regie: Carlheinz Riepenhausen (Berliner Rundfunk)